# Karl Kässbohrer Fahrzeugwerke
Karl Kässbohrer Fahrzeugwerke GmbH var en tysk tillverkare av bussar, pistmaskiner och släpvagnar. 
1995 tog Daimler-Benz över Kässbohrers busstillverkning under namnet Setra. Ett nytt bolag skapades under namnet EvoBus som idag står för tillverkningen av bussar under namnen Mercedes-Benz och Setra.